# Bataille de Tanger (1437)
Pour les articles homonymes, voir Bataille de Tanger.
Maroc portugais
La bataille de Tanger, parfois appelée siège de Tanger et, par les Portugais, comme le désastre de Tanger (portugais : Desastre de Tânger), fait référence à la tentative d'un corps expéditionnaire portugais de s'emparer de la citadelle marocaine de Tanger et de sa défaite face aux armées du Sultanat Mérinides, en 1437.

## Contexte
La citadelle marocaine de Ceuta, du côté sud du détroit de Gibraltar, avait été saisie en 1415 lors d'une attaque surprise par le Royaume de Portugal. L'assassinat du sultan mérinide en 1420 a plongé le Maroc dans le chaos politique et le désordre interne pendant les années suivantes, donnant aux Portugais le temps de se retrancher à Ceuta.Quels que soient ses objectifs initiaux, la prise de Ceuta avait peu profité aux Portugais.Il y avait de plus en plus d'appels à la cour portugaise pour simplement retirer les troupes et abandonner Ceuta.

### Proposition d'Henri
En 1416, le roi Jean Ier de Portugal confia à son fils, le prince Henri le Navigateur, duc de Viseu, la charge de l'approvisionnement de Ceuta. En conséquence, Henri n'était pas enclin à abandonner la ville et a plutôt encouragé une expansion des possessions portugaises au Maroc.

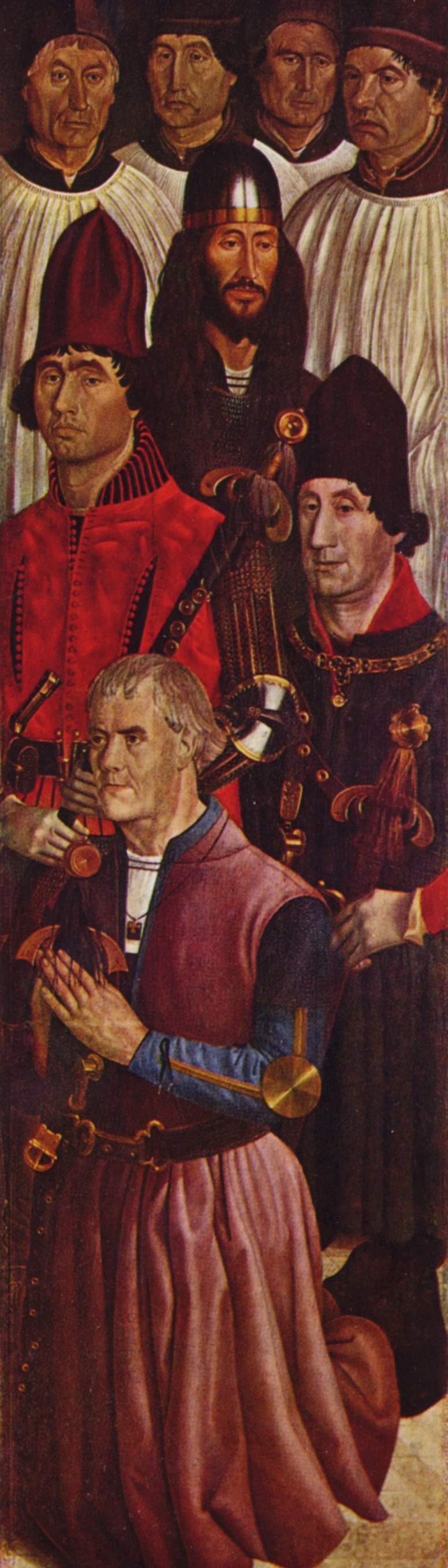
Panneau du Saint Vincent Panels du peintre Nuno Gonçalves, censé représenter les quatre fils cadets de Jean I : Ferdinand de Portugal (en haut, en noir), Jean de Portugal (à gauche, rouge), Pierre de Portugal (à droite, vert), Henri le Navigateur (en bas, violet)

Le roi Jean Ier semblait enclin au projet, mais mourut en 1433 avant que des mesures ne soient prises. Son fils aîné et successeur, Édouard Ier de Portugal, a mis le projet de côté, mais Henri a continué à faire pression pour cela. Henri a rapidement obtenu un allié critique, son plus jeune frère, le prince Ferdinand, mécontent de ses maigres propriétés au Portugal et désireux de chercher fortune à l'étranger. En 1435, Henri et Ferdinand ont informé conjointement Édouard Ier qu'ils avaient l'intention de faire campagne au Maroc par eux-mêmes si besoin était, avec leurs propres ressources, en prenant leurs ordres militaires avec eux : Henri son Ordre du Christ et Ferdinand son Ordre d'Aviz. Édouard Ier, soutenu par ses autres frères, tenta de les dissuader et exhorta Henri et Ferdinand à faire campagne pour la Castille à la place. Cette fois, cependant, Henri semblait avoir fait appel à une alliée improbable, la femme d'Édouard Ier, Éléonore d'Aragon. Étant la sœur des rebelles 'Infants d'Aragon', Éléonore n'avait aucun désir de voir les armes portugaises utilisées pour aider la Couronne de Castille, et elle a poussé son mari à autoriser l'expédition marocaine. Ce qui a probablement finalement conquis Édouard Ier était la promesse du célibataire Henri d'adopter le fils cadet d'Édouard Ier, l'Infant Ferdinand (futur duc de Viseu), comme unique héritier de toutes ses possessions seigneuriales, déchargeant ainsi le roi de l'obligation de pourvoir à son héritage. Henri rédigea son testament en faveur de son neveu en mars 1436, et ce même mois, Édouard Ier lança les préparatifs de l'expédition.

### Préparatifs
En mars, Édouard Ier et Henri ont présenté les premiers plans d'une campagne pour capturer Tanger, Ksar Sghir et Assilah. La force totale envisagée était de 14 000 hommes dont 4 000 cavaliers et 10 000 fantassins. (Ou, plus précisément dans la répartition de Pina : 3 500 chevaliers, 500 archers à cheval, 7 000 fantassins, 2 500 archers à pied et 500 serviteurs.) Des entrepreneurs ont été immédiatement envoyés pour les ports d'Angleterre, Castille, Flandre et le nord de l'Allemagne pour contracter d'autres navires de transport et fournitures.
À la mi-avril, le roi Édouard Ier du Portugal rassembla les Cortes portugaises à Évora afin de lever des fonds pour l'expédition. La proposition a rencontré une réponse sceptique. Les bourgeois s'opposent à l'expédition. Néanmoins, les Cortes ont voté pour une modeste subvention, non sans se plaindre.
Selon le chroniqueur Ruy de Pina, Édouard a « oublié » de convoquer les frères dissidents - Pierre de Coimbra, Jean de Portugal et Alphonse Ier de Bragance - au parlement d'Evora. Ainsi, les trois ont été invités à la cour du roi à Leiria en août pour soumettre leurs votes. Bien qu'ils aient été avertis par le roi que leur vote était sans importance, que le projet allait de l'avant malgré tout, tous trois ont néanmoins insisté pour enregistrer leur vote contre.

### Bulle papale
Entre-temps, Henri le Navigateur avait fait pression sur le pape pour qu'il approuve l'expédition. Cela porta ses fruits en septembre, lorsque le pape Eugène IV publia la bulle Rex Regnum bénissant l'entreprise de Tanger avec les privilèges d'une croisade. Cependant, cela n'a pas été publié sans appréhension. Le pape Eugène IV a demandé des avis éclairés sur la légalité de la guerre de conquête d'Henri en terre musulmane du Maroc. Les avis juridiques, rendus entre août et octobre, notamment les rapports des juristes de Bologne Antonio Minucci da Pratoveccio et Antonio de Rosellis, ont profondément mis en doute les fondements de la jus bellum de l'expédition.

### Départ
À la fin de l'été 1437, après un an de préparation, le corps expéditionnaire portugais est enfin prêt. Les recrutements avaient été décevants. Pina ne rapporte qu'environ 6 000 soldats portugais au total (3 000 chevaliers, 2 000 fantassins, 1 000 archers) - c'est-à-dire moins de la moitié des 14 000 hommes prévus. Álvares rapporte des chiffres plus élevés - 7 000 en provenance de Lisbonne, plus des ajouts de Porto et de Ceuta. Néanmoins, le taux de participation a été beaucoup plus faible que prévu, en grande partie en raison de l'impopularité de l'expédition, mais il y a eu des problèmes avec la sous-traitance des transports à l'étranger. Les navires de transport qui se sont présentés (principalement anglais et basques) étaient à peine suffisants pour transporter même cette force réduite. Il est rapporté que certains des recrutements (jusqu'à un quart) ont dû être laissés à Lisbonne. Néanmoins, il a été décidé d'aller de l'avant, en supposant que le reste pouvait être finalement emmené lorsque les transports manquants sont arrivés.
Par ordre du roi Édouard, le prince Henri le Navigateur reçut le commandement général de l'expédition et devait naviguer avec les troupes de Lisbonne. Son neveu expérimenté Ferdinand de Bragance (qui s'était auparavant prononcé contre l'expédition) fut nommé connétable des nobles et envoyé à Porto pour organiser l'embarquement des troupes du nord du Portugal. Parmi les autres nobles participant à l'entreprise se trouvaient le frère d'Henri Ferdinand de Portugal (naturellement), le maréchal du royaume Vasco Fernandes Coutinho  (futur comte de Marialva) et l'amiral de la flotte à voiles (capitão-mor da frota)  Álvaro Vaz de Almada (futur comte d'Avranches). Le prélat D. Álvaro de Abreu (Évêque d'Evora) irait comme légat papal. Les chevaliers de l'Ordre du Christ d'Henri et de l'Ordre d'Aviz de Ferdinand reçurent l'ordre de suivre leurs maîtres en Afrique du Nord. D. Fernando de Castro, gouverneur de la maison d'Henri, dirigeait les chevaliers et écuyers de la maison d'Henri, tandis que son parent et homonyme D. Fernando de Castro 'o Cegonho', gouverneur de l'Infante La maison de Ferdinand, dirigeait les chevaliers de la maison de ce dernier.
Le 17 août 1437, il y eut une cérémonie solennelle à la cathédrale de Lisbonne, où Henri reçut l'étendard royal d'Édouard Ier. Après avoir reçu ses dernières instructions, la flotte de Lisbonne quitte le port de Belém le 22 août.

### Les défenses du Maroc
Contrairement à Ceuta en 1415, les Portugais n'ont pas l'effet de surprise. La diplomatie bruyante et les longs préparatifs avaient donné aux Marocains, malgré leurs divisions politiques, suffisamment de temps pour préparer les défenses des citadelles ciblées. Les fortifications ont été améliorées, les garnisons ont été renforcées et les cols de montagne autour de Ceuta ont été scellés.
Voyant cela déjà en mouvement en 1436, le commandant de Ceuta D. Pedro de Menezes (comte de Vila Real) envoya un détachement de sa garnison sous son fils Duarte de Menezes pour attaquer la ville marocaine de Tétouan au sud pour l'empêcher de devenir une menace pour les futures opérations portugaises mais cela ne semble pas affecter le renforcement des défenses marocaines ailleurs.
Tanger était sous le commandement du gouverneur marinide Salah ibn Salah (appelé  Çallabençalla  par les chroniques portugaises), le même homme qui avait été gouverneur de Ceuta en 1415, maintenant probablement assez avancé en âge, et probablement avide de vengeance. (Salah ibn Salah était un vassal mérinide dont les dominions d'origine s'étendaient le long de la côte nord, y compris Asilah, Tanger et Ceuta). Salah ibn Salah comptait sur une garnison d'environ 7 000 hommes, dont un contingent de troupes d'élite venues de l'Émirat de Grenade.
Dans la capitale mérinide de Fès, l'homme fort Abu Zakariya Yahya al-Wattasi (appelé Lazeraque par les chroniqueurs portugais), le vizir impopulaire du jeune sultan mérinide  Abd al-Haqq II (appelé Abdelac dans les chroniques), lance un appel à l'unité nationale et à la guerre sainte pour chasser les envahisseurs portugais. Bien que, au cours des 15 dernières années, le Maroc se soit fragmenté en petits États pratiquement autonomes dirigés par des gouverneurs régionaux rivaux, ne payant que du bout des lèvres (le cas échéant) le sultan mérinide, les gouverneurs ont répondu à l'appel d'Abu Zakariya. Des troupes de tous les coins du Maroc sont mises en mouvement, prêtes à se mettre à la disposition de Fès pour secourir Tanger et expulser les ennemis infidèles.

## Siège portugais de Tanger

### Marche depuis Ceuta
La flotte de Lisbonne d'Henri est arrivée à Ceuta le 27 août, où ils ont été accueillis par le commandant de la garnison de Ceuta D. Pedro de Menezes (comte de Vila Real). La flotte de Porto de Ferdinand de Bragance était arrivée peu de temps auparavant. Un rassemblement a eu lieu et les ordres ont été assignés. Plutôt que d'attendre que de nouveaux transports amènent les troupes qui restaient, Henri décida de continuer avec celles qu'il avait.
L'armée était divisée - une partie irait par bateau avec le prince Ferdinand tandis que le gros marcherait par voie terrestre sous le commandement personnel d'Henri. La colonne de terre devait emprunter une longue boucle détournée, passant par le sud via les ruines de Tétouan, puis à travers les montagnes et remontant jusqu'à Tanger.
La colonne terrestre d'Henri quitta Ceuta le 9 septembre en rang presque processionnel. L'avant-garde était dirigée par Ferdinand de Bragance. L'aile droite était dirigée par D. Fernando de Castro (chef de la maison d'Henri), l'aile gauche par son parent et homonyme D. Fernando de Castro 'o Cegonho' (chef de la maison de Ferdinand).
La colonne terrestre ne rencontra pas d'incidents significatifs et arriva dans la périphérie de Tanger le 13 septembre.
Ferdinand avait déjà débarqué sur une plage voisine (autour de Punta de los Judios). Selon un témoin oculaire Frei João Álvares, Henri a lancé le premier assaut sur Tanger le jour même de son arrivée, mais le chroniqueur Ruy de Pina rapporte que le premier assaut n'a été lancé qu'une semaine plus tard.
Selon Pina, les Portugais ont passé environ une semaine à élever un camp de siège fortifié sur une colline à l'ouest de Tanger. Dans une décision qui s'est avérée plus tard fatidique, Henri a ordonné que la palissade protégeant le camp de siège portugais encercle complètement le camp. Cela allait à l'encontre de l'avis du roi Édouard de s'assurer que la palissade s'étendait jusqu'à la plage pour offrir aux assiégeants portugais un accès protégé aux navires ancrés, mais étant donné l'impopularité de l'expédition, Henri a probablement calculé qu'il était nécessaire de priver les recrues portugaises réticentes de la tentation d'une retraite facile vers les navires.
Avant le départ, le roi Édouard avait donné à Henri des instructions explicites pour prendre la ville d'assaut dans la première semaine, et que si Tanger n'était pas tombée après une semaine, le corps expéditionnaire portugais devait se retirer et hiverner à Ceuta et attendre le printemps pour de nouveaux ordres. Ces instructions ont probablement été données à la lumière de l'annonce de la mobilisation des armées marocaines, sachant que le corps expéditionnaire était insuffisant pour affronter une telle armée en campagne. Il y avait aussi des inquiétudes au sujet de la flotte ancrée persistante bravant la détérioration des conditions météorologiques dans le détroit de Gibraltar à cette époque de l'année. Henri ignorerait ces instructions.

### Premier assaut (20 septembre)
Le 20 septembre (selon Ruy de Pina), Henri ordonna le premier assaut sur la ville, attaquant cinq points en même temps, Henri dirigeant personnellement l'un des groupes d'assaut. Cependant, cela a rapidement échoué - les échelles étaient trop peu nombreuses et, en fait, trop courtes, pour atteindre le sommet des murs. Les assaillants ont dû se retirer. Les pertes portugaises se sont élevées à environ 20 morts et 500 blessés.
L'artillerie s'était avérée trop faible pour faire beaucoup de dégâts. À la suite de l'assaut, Henri ordonna que des canons de munitions plus gros soient expédiés de Ceuta. Il a fallu au moins une autre semaine avant leur arrivée, engloutissant un temps précieux que les Portugais ne pouvaient pas se permettre.
De retour à Ceuta, la maladie du gouverneur Pedro de Menezes avait empiré. Avec la permission d'Henri, Duarte de Menezes se précipita pour recevoir la bénédiction de son père sur son lit de mort avant d'expirer le 22 septembre. C'est probablement Duarte de Menezes qui organisa l'acheminement de l'artillerie et des ravitaillements vers Tanger et qui fut bientôt de retour au siège.

### Première armée de secours (30 septembre)
Peu après le premier assaut, les premières troupes de secours marocaines arrivent à Tanger. Une colonne de 300 chevaliers d'élite portugais a été envoyée pour les intercepter, mais ils ont été rapidement balayés. Une cinquantaine de chevaliers portugais ont été tués ou blessés, les autres se sont échappés avec peine. La mort de plusieurs nobles de premier plan a provoqué une certaine consternation dans le camp portugais.
Le 30 septembre, une plus grande armée marocaine est apparue sur les collines de Tanger. Les chroniqueurs portugais, avec une exagération probable, prétendent qu'elle était composée de 10 000 cavaliers et de 90 000 fantassins Henri a déplacé son armée vers une colline, offrant la bataille, mais les Marocains ont juste maintenu leur position dans la vallée. Après trois heures d'immobilité, Henri a ordonné aux Portugais de marcher contre eux et de forcer l'issue, mais les Marocains se sont simplement retirés sur les collines, souhaitant manifestement conserver les hauteurs. Voyant leur mouvement, Henri annula l'attaque et retourna avec ses troupes aux lignes de siège. Le lendemain (1er octobre), à peu près les mêmes manœuvres ont été répétées, avec les mêmes résultats.
Le 3 octobre, la dynamique change légèrement : l'armée marocaine entame une marche menaçante vers les lignes de siège. Henri a rapidement disposé ses troupes en deux lignes. Les Marocains se sont alors soudainement arrêtés. Henri a pris l'initiative et a envoyé son aile gauche la plus forte, sous Alvaro Vaz de Almada et Duarte de Menezes, pour prendre une hauteur sur le flanc marocain, et a ordonné sa première ligne en avant. Voyant la manœuvre de flanc, les Marocains ont commencé à battre en retraite. À ce moment, la garnison de Tanger se lance dans une sortie contre le camp de siège tenu par une force de réserve sous Diogo Lopes de Sousa. Évidemment, les Marocains avaient espéré que la ligne d'Henri reviendrait en arrière pour sauver le camp, mais les réserves de Sousa ont réussi à repousser la sortie par elles-mêmes. La hauteur prise et la ligne portugaise avançant sans relâche, les Marocains appellent à la retraite et rompent l'engagement.
Les Portugais ont considéré cette affrontement comme une victoire. Des soldats ont rapporté avoir vu la vision d'une croix blanche apparaître dans le ciel le soir même.

### Second assaut (5 octobre)
Le moral retrouvé, les Portugais décident de procéder à un nouvel assaut sur la ville. Leurs échelles d'escalade étaient maintenant étendues, une nouvelle tour de siège avait été construite et les deux plus gros canons d'artillerie expédiés de Ceuta faisaient de sérieux dégâts sur les portes et les murs de la ville. Le 5 octobre, Henri ordonna le second assaut. Henri a dirigé la force d'assaut, laissant le reste des troupes sous Ferdinand de Portugal, Ferdinand Ier de Bragance et l'évêque Álvaro d'Evora, pour défendre leurs flancs et tenir à distance l'armée de secours marocaine, mais le second assaut a échoué aussi mal que le premier. Les défenseurs de la ville se sont précipités vers les points critiques et ont déversé des tirs de projectiles rapides et lourds. Les assaillants portugais ont été empêchés d'atteindre les murs (une seule échelle a réussi à être installée - et a été rapidement détruite).

## Revirement Marocain

### Seconde armée de secours (9 octobre)
Le 9 octobre, Henri préparait son troisième assaut lorsqu'il reçut des informations sur une nouvelle armée de secours marocaine massive - rapportée (avec sans doute une exagération) à quelque 60 000 cavaliers et 700 000 fantassins. Cette armée massive était dirigée par Abu Zakariya Yahya al-Wattasi (Lazeraque), le vizir du sultan mérinide Abd al-Haqq II de Fès (dont les chroniqueurs suggèrent qu'il était présent). Les chroniqueurs rapportent que l'armée était composée de "plusieurs rois" (Fès, Marrakech, Sijilmassa, Velez, etc.). La campagne de secours de Tanger était probablement la première depuis 1419 d'une armée unifiée rassemblant tout le Maroc.
Le prince Henri s'est rendu compte que les Portugais étaient désespérément en infériorité numérique, que le siège était perdu et que le mieux qu'ils pouvaient faire était de mener une action d'arrière-garde ordonnée vers les navires. Tous les marins reçurent l'ordre de préparer les voiles et l'armée fut déployée pour défendre une retraite de la force d'assaut vers les lignes fortifiées du camp de siège. Le maréchal Coutinho reçut le commandement de l'artillerie, l'amiral Almada prit le commandement de l'infanterie et Henri prit le commandement de la cavalerie.
L'armée marocaine qui arrivait ne s'arrêta pas mais attaqua aussitôt. Les avant-postes portugais furent rapidement débordés, et le chemin vers la ville dégagé. Les Marocains chargent alors les forces portugaises. Les batteries d'artillerie sont envahies et prises. La charge marocaine s'est alors retournée contre la cavalerie d'Henri - qui s'est brisée et a battu en retraite vers la ligne du camp de siège. Le cheval d'Henri a été tué sous lui, désactivant ainsi sa capacité à surveiller le terrain et à organiser la retraite. On dit qu'Henri était seul à pied pendant un certain temps, entouré de cavalerie marocaine, et sauvé uniquement par l'héroïsme et le sacrifice personnel de Fernão Alvares Cabral et d'un groupe de ses gardes qui se sont précipités pour l'extraire.
La retraite a failli se transformer en déroute lorsqu'environ 1 000 soldats portugais, parmi lesquels des nobles, ont abandonné la ligne de siège et se sont enfuis paniqués vers la plage pour se diriger vers les navires. Ce n'est que par les furieux combats de ceux qui restaient sur la palissade que l'armée marocaine ne parvint pas à submerger et à prendre le camp de siège ce jour-là. La bataille a été rompue le soir. L'armée marocaine encercla et installa un siège du camp de siège portugais.

### Siège du camp portugais
Du jour au lendemain, les assiégeants portugais, désormais assiégés, entreprirent de réparer et de renforcer les défenses du camp de siège. Le lendemain, les Marocains lancent un nouvel assaut sur le camp de siège, mais sont repoussés après un combat acharné de quatre heures.
Le chroniqueur Frei João Álvares rapporte qu'à ce stade, le corps expéditionnaire portugais dans le camp de siège n'était que de 3 000, ce qui implique que sur les 7 000 premiers arrivés à Tanger, environ 4 000 étaient morts ou avaient déserté.
Le camp portugais était certainement dans une situation désespérée, avec seulement un jour ou deux de nourriture restante. Lorsque ceux-ci se sont épuisés, Henri a décidé de lancer une opération de nuit pour percer les lignes marocaines et forcer le passage de son armée vers la plage et les navires au ralenti. Cependant, cette opération a été détectée avant même qu'elle ne commence (Pina dit qu'elle a été révélée par la trahison du propre aumônier d'Henri, Martim Vieira, qui s'était rendu aux Mérinides). Les Marocains renforcent les postes gardant les accès à la mer, coupant tout espoir d'évasion à l'armée portugaise.

### Trêve et négociations (12 octobre)
Les pourparlers ont été menés par l'émissaire portugais Rui Gomes da Silva, alcaide de Campo Maior, et pour la partie marocaine, par Salah ibn Salah, émir de Tanger. Il y avait une dissidence sur les conditions à offrir. Pina suggère que certains des commandants marocains, contrariés par la façon dont les négociations étaient menées en leur nom, se sont retirés de la trêve. Les renégats ont lancé ce jour-là un assaut contre le camp de siège portugais qui a duré sept heures.
Après cet assaut, Henri a tenu compte des conditions désespérées dans le camp portugais. L'armée était affamée, les chevaux et les bêtes de somme étaient mangés. La soif a également commencé à faire des ravages mortels - le camp de siège ne contenait qu'un seul petit puits, suffisant pour abreuver seulement une centaine d'hommes par jour. Avec tant de blessés et d'affaiblis, Henri n'avait pas assez d'hommes pour garnir toute la longueur de la palissade. Avec l'autorisation tacite des dirigeants marocains, lors d'une opération nocturne, Henri fit réduire par ses hommes la circonférence du camp de siège (et le décala un peu plus près de la mer), permettant aux Portugais de se défendre plus efficacement contre les combattants renégats. Il n'y a plus eu d'assauts contre le camp de siège portugais. La trêve a été observée à partir du 13 octobre.

### Le traité (16-17 octobre)
Le traité a été conclu le 16 octobre et signé le lendemain (17 octobre) par le prince Henri et Salah ibn Salah. Les Marocains ont permis à l'armée portugaise de se retirer sur leurs navires sans encombre, mais ils devaient laisser derrière eux toute l'artillerie, les armes, les bagages, les tentes et les chevaux. Les soldats portugais devaient partir les mains vides, n'emportant que les vêtements qu'ils portaient. Plus important encore, Henri a promis de livrer Ceuta aux Mérinides - de retirer la garnison portugaise et de laisser derrière tous les prisonniers marocains qui y étaient détenus. Il a également engagé le Portugal à 100 ans de paix avec le Maroc et d'autres États musulmans d'Afrique du Nord.
Pour assurer l'évacuation en toute sécurité des soldats portugais vers leurs navires, des otages ont été échangés - le gouverneur de Tanger Salah ibn Salah a remis son fils aux Portugais en échange d'un groupe de quatre nobles otages portugais (identifiés comme Pedro de Ataíde, João Gomes de Avelar , Aires da Cunha et Gomes da Cunha). Comme garantie de l'exécution finale des termes du traité, le frère d'Henri, Ferdinand de Portugal, devait rester au Maroc, en tant qu'otage de Salah ibn Salah, jusqu'à ce que Ceuta soit délivrée. Pina affirme qu'Henri a refusé cette condition et s'est offert à la place de son frère, mais que les autres membres de son conseil ne l'ont pas permis.
Après avoir été livré à Salah ibn Salah, le Prince Ferdinand de Portugal et ses serviteurs, ont été immédiatement envoyés à Assilah.
Le 19 octobre, toutes les troupes étaient à bord et les navires ont mis les voiles. Une fois l'embarquement terminé, Henri a décidé de ne pas libérer le fils de Salah ibn Salah (comme il était censé le faire). En conséquence, Salah ibn Salah a également retenu ses quatre nobles otages et les a envoyés à Assilah.
En tout, le siège de Tanger a duré 37 jours - 25 jours avec les Portugais assiégeant Tanger, 12 jours avec les Marocains assiégeant le camp portugais. On dit que les pertes portugaises s'élèvent à 500 morts et un nombre inconnu de blessés. Le nombre des victimes marocaines est inconnu.

## Conséquences
Le prince Henri le Navigateur n'est pas retourné à Lisbonne pour rendre compte à son frère, le roi Édouard Ier de Portugal, mais a plutôt navigué directement à Ceuta. Henri chargea D. Fernando de Castro de ramener ses troupes et de rendre compte de l'échec l'expédition.
Le roi Edouard Ier de Portugal a reçu la nouvelle de cette défaite le 19 octobre, dans sa résidence de Santarém.
Après le choc initial, la question de savoir quoi faire s'est posée immédiatement.
Pierre de Coimbra et Jean de Portugal, qui avaient tous deux longtemps plaidé pour l'abandon de Ceuta, n'avaient aucun doute sur la ligne de conduite à suivre : respecter le traité et évacuer Ceuta. Le roi Edouard avait le pouvoir de l'ordonner mais était indécis.
Après un silence prolongé, Henri a finalement envoyé une lettre de Ceuta à Edouard, s'opposant à l'accomplissement du traité qu'il avait signé. Henri a noté qu'une escarmouche sur la plage lors de la retraite dispensait les Portugais de respecter l'accord, et a proposé à la place qu'ils pourraient peut-être échanger le fils de Salah ibn Salah (toujours détenu par Henri) contre le prince Ferdinand Cependant, Edward reçut en même temps une note du captif Ferdinand, rapportant que les Marinides n'accepteraient rien de moins que Ceuta, et se demandant pourquoi elle n'avait pas encore été évacuée. Il ressort clairement de ces lettres que, contrairement à la légende ultérieure (propagée par Henri lui-même), Ferdinand ne recherchait pas le sort d'un martyr, qu'il attendait l'accomplissement du traité et d'être rapidement libéré.

### Cortes de Leiria
Incertain de ce qu'il fallait faire, le roi Édouard de Portugal convoqua les Cortes portugaises à Leiria en janvier 1438 pour consultation. Henri n'a pas assisté à la convocation, mais est resté à Ceuta.
Les Cortes ont été dissoutes sans qu'une décision soit prise.
En juin, ne pouvant plus résister à la convocation de son frère, le prince Henri quitta Ceuta et retourna au Portugal, mais il demanda l'exemption de se présenter à la cour du roi à Evora. Le roi Édouard l'a rencontré lors d'une conférence privée à Portel. C'est probablement là que la décision de conserver Ceuta a été définitivement prise. Henri a proposé des plans alternatifs pour obtenir la libération de Ferdinand - rançonner pour de l'argent, persuader la Castille et l'Aragon de se joindre à une libération massive de prisonniers musulmans, lever une nouvelle armée et envahir à nouveau le Maroc, etc.. Henri a proposé une myriade de plans pour libérer Ferdinand, mais livrer Ceuta n'en faisait pas partie.
En mai, invoquant six mois d'attente, Abu Zakariya Yahya al-Wattasi, vizir du palais mérinide de Fès, prit en charge l'otage de Salah ibn Salah et ordonna le transfert de Ferdinand de ses quartiers confortables à Assilah à une prison commune à Fès. Là, le statut de Ferdinand a été déclassé et il a été soumis à des épreuves humiliantes par ses ravisseurs, y compris être maintenu enchaîné pendant de longues périodes. Selon le chroniqueur Frei João Álvares (qui était là avec lui), Ferdinand a supporté les humiliations avec une résilience stoïque.

### Mission Castro, 1440-1441
Le roi Édouard de Portugal est mort en août (de peste, selon ses médecins ; de chagrin face au sort malheureux de Ferdinand, selon la tradition populaire). La mort d'Edouard a provoqué un conflit interne au Portugal au sujet de la régence de son jeune fils, le nouveau roi Alphonse V de Portugal, et le royaume est devenu instable. Finalement, l'avantage fut pris par le frère d'Edouard, Pierre de Coimbra, qui devint régent du Portugal en 1439.
L'exécution du traité figurait parmi les premiers ordres du jour du nouveau régent. Pierre de Coimbra a immédiatement dépêché deux émissaires, Martim Tavora et Gomes Eanes, à Assilah pour négocier la logistique de l'échange de Ceuta contre Ferdinand.
Le Sultanat mérinide a posé pour condition préliminaire de l'échange que le gouverneur de Ceuta, Fernando de Noronha, soit démis de ses fonctions pour ensuite procéder au transfert de Ferdinand de Fez à Assilah. Comment cela se passerait-il exactement à partir de là n'est pas clair, mais on peut supposer que l'échange suivrait.
Recevant le rapport, Pierre de Coimbra nomma D. Fernando de Castro (chef de famille d'Henri et diplomate expérimenté) en charge de l'opération.
Cependant, à la suite de multiples rebondissements, cet échange n'aboutit jamais.
Pendant ce temps, trois des nobles fait prisonniers sur la plage, alors détenus à Assilah (séparément de Ferdinand à Fès), João Gomes de Avelar, Pedro de Ataíde et Aires da Cunha, sont morts de la peste. Face à l'échec des négociations, Ferdinand resta enchaîné.

### Mort du prince
Tout espoir qui restait d'une solution pacifique fut anéanti en mars 1442. Selon Álvares, ce mois-là, un certain noble marocain (identifié par Álvares comme  Faquyamar , un tuteur d'un prince mérinide) a été arrêté par les hommes du vizir Abu Zakariya, et sur sa personne ont été trouvées plusieurs lettres portugaises, provenant du Conseil de la reine Éléonore d'Aragon, décrivant un plan insensé pour faire sortir Ferdinand de prison. Le noble marocain a été fouetté et exécuté en présence de Ferdinand, et Ferdinand a été isolé dans un cachot humide à Fès.
Il était maintenant clair pour le vizir Abu Zakariya que les Portugais n'avaient aucune intention de céder Ceuta, qu'il ne restait plus rien à faire avec Ferdinand que d'extraire la plus grosse rançon en espèces qu'il pouvait obtenir, mais rien n'en est sorti. Après 15 mois de captivité dans les pires conditions, Ferdinand mourut le 5 juin 1443, âgé de 41 ans. Plusieurs des membres restants de l'entourage de Ferdinand, dont le secrétaire Frei João Álvares, ont été rachetés au Portugal les années suivantes.
Dans sa chronique officielle, Ruy de Pina ne fait aucune mention du noble ou du plan d'évasion, et suggère que les négociations ont échoué simplement parce qu'Abu Zakariya avait peu d'intérêt à récupérer Ceuta, que la présence portugaise à Ceuta a servi à Abu Zakariya comme une distraction politique utile pour la population marocaine, permettant au vizir wattaside de consolider son pouvoir intérieur.